# Jewett, Texas
Jewett är en ort i Leon County i Texas. Vid 2010 års folkräkning hade Jewett 1 167 invånare.

## Kända personer från Jewett
- Fritz Von Erich, fribrottare